# Kuki Talu
Kuki Talu is een bestuurslaag in het regentschap Oost-Soemba van de provincie Oost-Nusa Tenggara, Indonesië. Kuki Talu telt 560 inwoners (volkstelling 2010).